# Октябрьская (станция метро, Минск)
«Октя́брьская» (бел. Кастрычніцкая) — станция Московской линии Минского метрополитена, расположена между станциями «Площадь Победы» и «Площадь Ленина». Является пересадочной на станцию «Купаловская» Автозаводской линии. Станция была открыта 29 июня 1984 года в составе первого участка минского метро.

## Конструкция
Станция колонного типа из сборных железобетонных элементов с увеличенной высотой в 6,4 м, в оформлении используются темы октябрьской революции. Колонны и путевые стены облицованы белым мрамором, пол — полированным красным гранитом. Торцевые стены украшены рельефными белыми панно. В 1991 году на станции был построен переходный тоннель из центра зала на станцию «Купаловская».
Перегон между станциями «Октябрьская» и «Площадь Победы» один из самых глубоких в минском метро, глубина его составляет до 25 метров.

## Выходы
Выходы «Октябрьской» расположены на проспекте Независимости, возле Центрального дома офицеров, Дворца Республики и Центрального сквера. Оба выхода оборудованы лентами эскалаторов. Один из выходов совмещён с выходом станции «Купаловская».

## История
Строительство станции начато в конце 1980 года. До открытия Зеленолужской линии «Октябрьская» входила в единственный пересадочный узел минского метро, и на сегодняшний день является самой загруженной, в часы пик пассажиропоток до полутора раз превосходит максимально запланированный. Было предложено несколько вариантов решения этой проблемы, в том числе установка дополнительной ленты эскалатора и реорганизация схемы перехода пассажиров с Московской на Автозаводскую линию.

### Ремонт 2007 года
В 2007 году было принято решение заменить трёхленточный эскалатор на новый четырёхленточный. Первоначально планировалось провести все работы за 3 месяца — с августа по октябрь 2007 года, при этом рассматривалась возможность полного закрытия станции. Однако задержки, возникшие при закупке эскалатора, сдвинули эти сроки на несколько месяцев. Приняв во внимание традиционно возрастающую после летнего сезона нагрузку на метро, было принято решение отложить замену эскалатора на лето 2008 года.
Станция была закрыта для пассажиров с 9 июня по 26 сентября 2008 года. 27 сентября станция была снова закрыта, а 29 сентября — открыта. Был смонтирован новый эскалатор производства Крюковского завода (Украина). В течение этого срока поезда проезжали станцию без остановки. Для компенсации неудобств пассажиров был организован бесплатный автобусный маршрут, дублирующий закрытый участок, также на время реконструкции отменён лимит на количество поездок по проездному на метро и введены дополнительные билетные кассы в вестибюле станции метро «Купаловская».
Новые эскалаторы позволили увеличить пропускную способность пересадочного узла с 25 тыс. пассажиров в час (при задействовании 3 лент) до 33 тыс. пассажиров в час (при задействовании 4 лент). Общая стоимость модернизации пересадочного узла оценивается в 15 млрд бел. руб., из них 12 млрд потрачено на закупку эскалаторов, сопутствующих систем и оборудования, а остальные средства — на строительно-монтажные работы.
Окончательным решением проблемы перегрузки пересадочного узла стало открытие третьей линии метро, которая пересекает первые две на расстоянии 1—2 станции от узла «Октябрьская» — «Купаловская» и снизила его загруженность.

### Происшествия

#### Теракт
11 апреля 2011 года в 17:55 на станции произошел взрыв, в результате которого погибли 15 человек и ещё 203 получили ранения. Станция открылась 14 апреля.

## Галерея
- Вход на станцию со стороны Александровского сквера
- Зал станции
- Путевая стена
- Трёхленточный эскалатор, ведущий в общий вестибюль станций, замененный в 2008 году
- Светильник
- Панно в торце станции
- Лестница перехода на «Купаловскую»